# Zwarte ibis
De zwarte ibis (Plegadis falcinellus) is een vogelsoort uit de familie van de ibissen en lepelaars. Hij is goed herkenbaar door het donkerbruine verenkleed, dat ook paarse en groene tinten vertoont. Het is een bewoner van ondiepe draslanden en kustgebieden. De vogel nestelt vooral in bomen of in rietvelden.

## Kenmerken

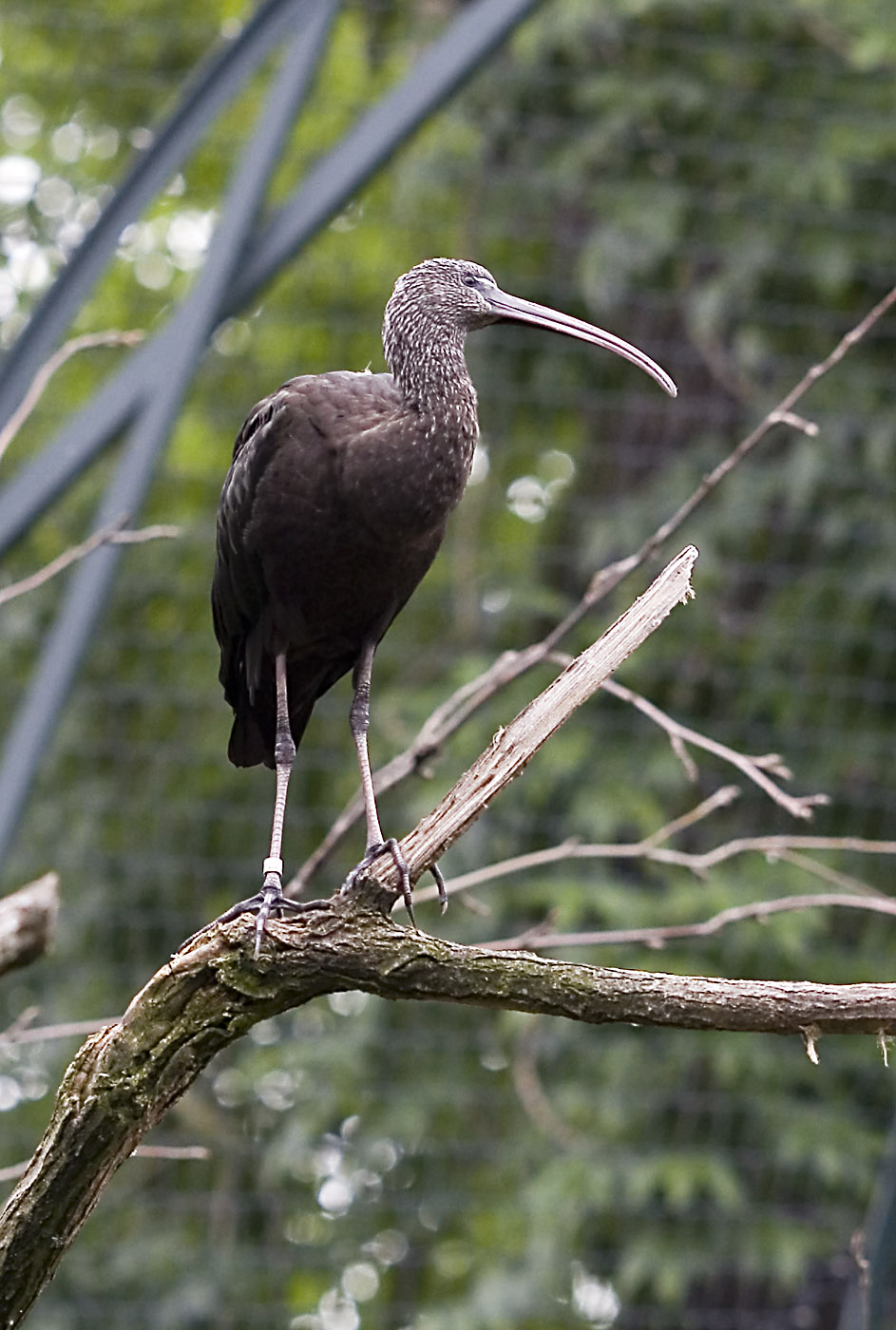
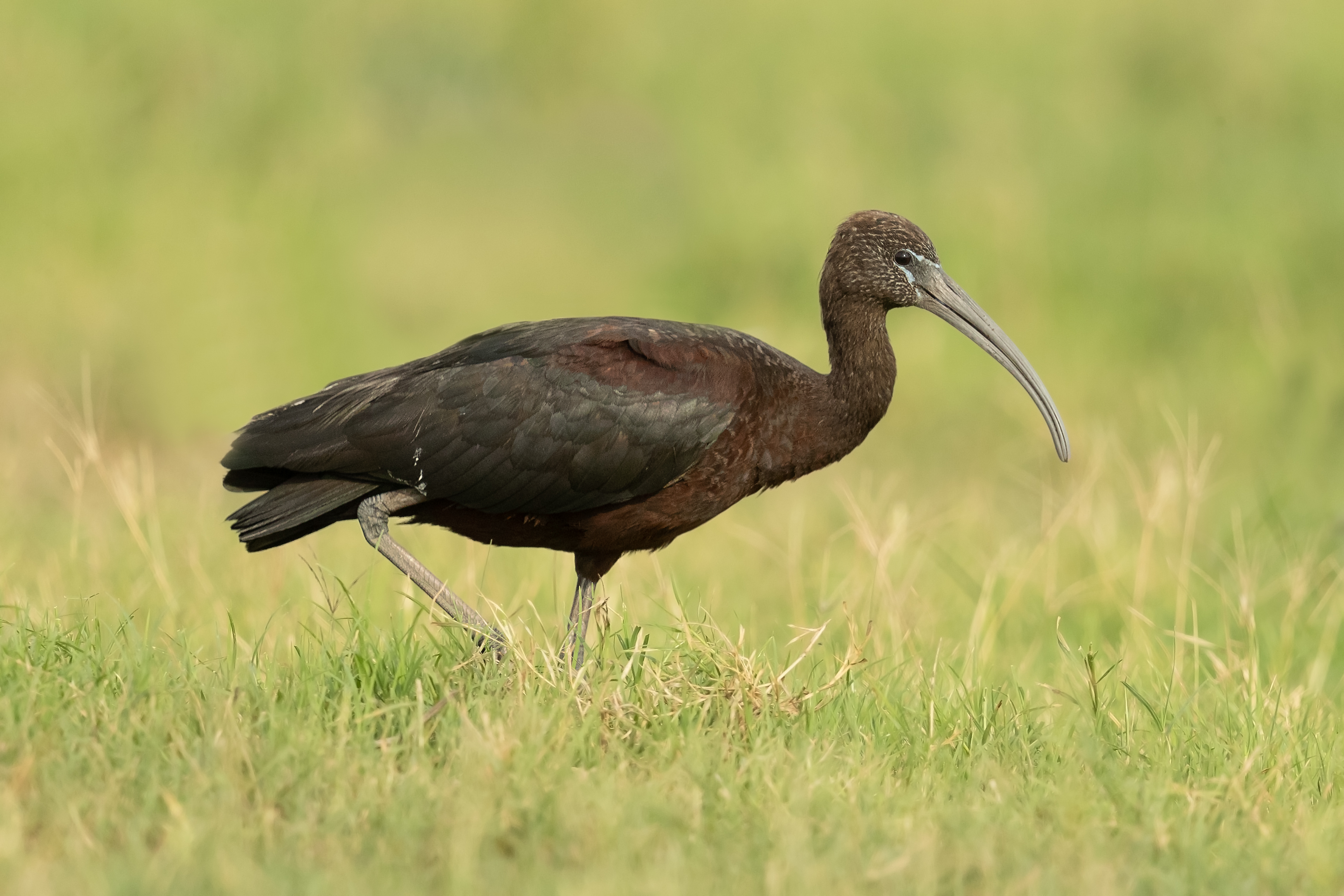

De vogel is 55 tot 65 cm lang en heeft een spanwijdte van 88 tot 105 cm. De vogel heeft het formaat en enigszins het uiterlijk van een wulp, maar met vrijwel egaal zwart verenkleed. Het is echter geen steltloper. Op korte afstand zijn kop, bovendelen, vleugels en staart glanzend groen. ’s Winters doffer met kop en nek onopvallend wit gestreept; juveniel gelijk maar bruiner en met minder witte streping. Vliegt met brede, afgeronde vleugels, met neergebogen snavel, gestrekte nek en iets afhangende poten; wisselt snelle vleugelslagen af met glijvluchten, als aalscholver.

### Geluid
Meestal zwijgzaam, maar soms een krassend, kraai-achtig ’gra-a-ak’.

## Levenswijze

### Voorkomen
Plaatselijk algemene broedvogel in kleine tot grote kolonies. Hij komt voor in warme gebieden in Europa, Afrika, Amerika, Australië en Azië. Volgens BirdLife International neemt op wereldschaal de populatie in aantal af omdat in veel landen natte natuurgebieden worden bedreigd door grondwaterpeilverlaging, drooglegging, omzetting in land voor agrarisch gebruik, waterkrachtcentrales en verstoring door jacht en recreatie en bovendien is de vogelsoort zeer gevoelig voor bepaalde vogelgriepvirussen. De afname in aantal en areaal blijven echter binnen de grenzen (kleiner dan 3,5% per jaar) die worden gesteld aan de status niet bedreigd.

### Voorkomen in de Lage Landen
De zwarte ibis was in de 20ste eeuw een dwaalgast in Nederland die bijna jaarlijks werd gezien. Sinds het eind van de jaren 1980 neemt het aantal waarnemingen sterk toe. Tot 1999 beoordeelde een speciale commissie de waarnemingen van deze dwaalgast, daarna verloor de zwarte ibis de status dwaalgast. Mogelijk heeft deze toename te maken met uitbreiding van de populaties in Frankrijk en Spanje.

### Leefgebied
Nestelt in bomen, struiken of hoog riet in de buurt van water. Bezoekt ondiepe meren, lagunes, vloedlanden, delta’s, rivieren en mondingen, geïrrigeerde landbouwgrond, rijstvelden.

### Voedsel
Voornamelijk insecten: vliegen, kevers, sprinkhanen, krekels, libellen, etcetera. Ook bloedzuigers, schelpdieren, wormen en garnalen.

### Ei

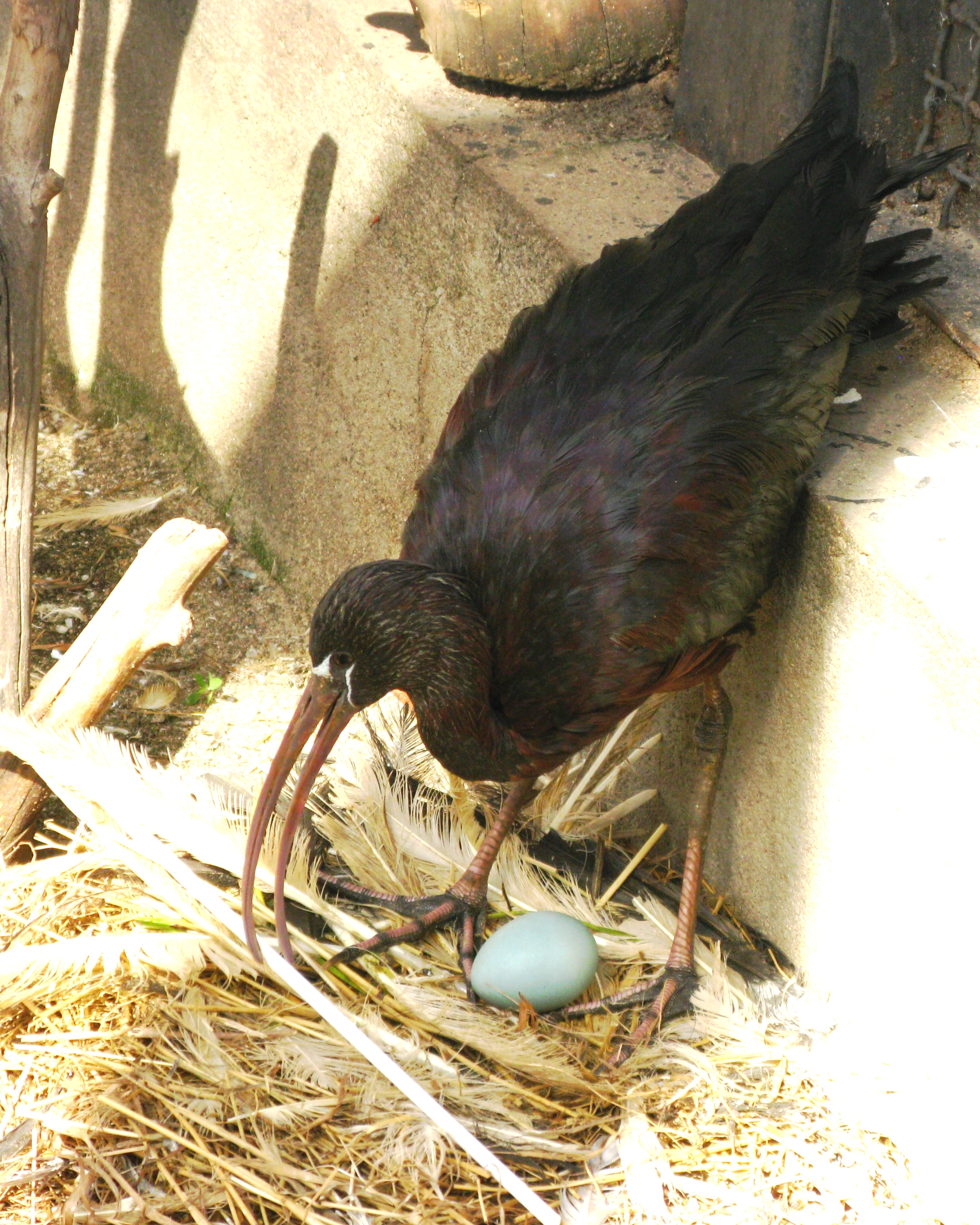

Zonder tekening, basiskleur diep groenblauw, soms lichtblauw. Schaal glad, aanvankelijk dof. Vorm subelliptisch/kort subelliptisch. Formaat 52 × 37 mm (46-59 × 33-40), gewicht 31-39 g.

## Status
De grootte van de populatie is in 2015 geschat op 0,23-2,22 miljoen vogels. Op de Rode lijst van de IUCN heeft deze soort de status niet bedreigd.